# Katolicki Uniwersytet Najświętszego Serca
Katolicki Uniwersytet Najświętszego Serca – włoski uniwersytet niepubliczny założony w Mediolanie w 1921 roku. W 2007 na jego 14 wydziałach, umiejscowionych w Mediolanie, Brescii, Piacenzy-Cremonie, Rzymie i Campobasso kształciło się 42 388 studentów.
W strukturę uniwersytetu włączonych jest dziewięć ośrodków medycznych: szpitale, medyczne instytuty badawcze i kliniki (m.in. rzymska poliklinika Gemelli).
Organizacją założycielską uczelni był Instytut „Giuseppe Toniolo”.

## Historia
W 1919 osobistości mediolańskiego świata kulturalnego i religijnego − Agostino Gemelli, Ludovico Necchi, Francesco Olgiati, Armida Barelli oraz Ernesto Lombardo − założyli Instytut Studiów Wyższych „Giuseppe Toniolo”, który następnie miał stać się ciałem założycielskim Uniwersytetu Katolickiego. Instytut zyskał aprobatę ministra edukacji Benedetto Croce 24 czerwca 1920 roku. W ślad za decyzją państwową szła zgoda papieża Benedykta XV.
Siedzibę nowego ateneum przy via Sant'Agnese 2 otwarto oficjalnie 7 grudnia 1921 roku. Otwarcia dokonał kard. Achille Ratti, późniejszy papież Pius XI. Pierwszymi działającymi wydziałami były wydziały Filozofii i Nauk Społecznych. W 1923 otwarły swe podwoje wydziały Literatury i Prawa. Statut instytutu został zyskał aprobatę rządową, otrzymując tym samym prawo do nadawania tytułów naukowych 2 października 1924 roku. W 1926 z Wydziału Prawa wyodrębnione zostały wydziały Nauk Politycznych, Ekonomicznych i Handlu. W 1932 przeniesiono siedzibę uniwersytetu do byłego klasztoru, sąsiadującego bezpośrednio z bazyliką św. Ambrożego. W 1936 powstał Wydział Edukacji, dziś Nauk Pedagogicznych.
Po II wojnie światowej, w 1947, powstał Wydział Ekonomiczny i Handlu z dwoma sekcjami: dzienną i wieczorową. Wydział ten w krótkim czasie stał się najważniejszą jednostką uniwersytetu, na którym studiuje największa liczba studentów. W obecności prezydenta republiki Luigiego Einaudiego wmurowano w 1949 pierwszy kamień pod budowę siedziby Wydziału Rolniczego w Piecenzy. Wykłady na tym wydziale rozpoczęto w 1952 roku.
W 30 lat po założeniu uczelni w 1958 otwarto w Rzymie Wydział Medycyny i Chirurgii. Do jego powstania przyczynił się jeden z założycieli uniwersytetu lekarz o.  Agostino Gemelli OFM. W 1965 otwarto w Brescii nową siedzibę Wydziału Pedagogicznego, w 1971 Wydział Matematyki, Fizyki i Biologii. W latach 90. XX w. powstał Wydział Bankowości. W 1991 zainaugurowano wydziały Filologiczne w Mediolanie i Brescii. Pod koniec lat 90. powstały wydziały Psychologiczny i Techniki.
W 2000 uniwersytet założył trzynaście centrów kulturalnych w różnych regionach Włoch. W instytutach tych, dzięki współpracy z wydziałami, zaoferowano możliwość uzyskania dyplomów studiów wyższych. Centra te zajęły się organizacją badań w terenie, kursów formacyjnych na różnych poziomach oraz edukacją. W 2001 powstał Wydział Socjologii.
W 2002 w Campobasso w regionie Molise powstała piąta siedziba uniwersytetu z centrum badań biomedycznych. Kamień węgielny pod budowę siedziby uniwersyteckiej poświęcił 19 marca 1995 papież Jan Paweł II.
W 2004 przebudowano poliklinikę Gemelli w Rzymie. Nowy kompleks szpitalny stał się jednym z najnowocześniejszych tego typu w Europie. Przy projektowaniu architektury i wyborze rozwiązań konstrukcyjnych kierowano się ideą zmniejszenia kosztów eksploatacji budynków.
W tym samym roku władze uczelni uzyskały pozwolenie na przebudowę byłych koszar sąsiadujących z główną siedzibą uniwersytetu. Plany obejmują wzniesienie dużych parkingów i innych budowli, które w przyszłości mają stać się częścią mediolańskiego kampusu. W 2007 zainaugurowano niezależny od mediolańskiego Wydział Psychologii w Brescii. Uniwersytet zakupił też część dawnego seminarium duchownego w tym mieście.

## Główna siedziba Uniwersytetu
W 1929 rozpoczęto prace nad przebudową dawnego klasztoru augustiańskiego w Mediolanie. Autorem projektu był Giovanni Muzio, pracami budowlanymi kierował inżynier Pier Fausto Barelli. Przebudowę ukończono w 1949 roku.
Jako pierwsze oddano krużganki Bramantego stanowiące integralną część kompleksu klasztornego św. Ambrożego. Zabiegi restauracyjne zostały poddane ostrej krytyce. Kolejnymi oddanymi budynkami siedziby uniwersytetu były oficyna głównego wejścia, siedziba biura oraz kaplica uniwersytecka (wł. Cappella Maggiore). W latach 1933–1934 dobudowano Collegio Augustinianum z częścią zarezerwowaną dla seminarzystów, tzw. Ludovicianum. W 1937 oddano Collegio Marianum. Ostatnim dobudowanym do pierwotnej struktury klasztoru budynkiem była stołówka w 1949 roku.

## Rektorzy
W swojej wieloletniej historii Uniwersytet Katolicki w Mediolanie miał siedmiu rektorów:
- Agostino Gemelli (1921-1959)
- Francesco Vito (1959-1965)
- Ezio Franceschini (1965-1968)
- Giuseppe Lazzati (1968-1983)
- Adriano Bausola (1983-1998)
- Sergio Zaninelli (1998-2002)
- Lorenzo Ornaghi (2002-2012)
- Franco Anelli (2012–2024)

## Wydziały
Uniwersytet posiada obecnie 14 wydziałów:
- Rolniczy (Piacenza-Cremona)
- Ekonomiczny (Mediolan, Rzym, Piacenza-Cremona)
- Nauk Prawnych (Mediolan, Piacenza)
- Nauk Prawnych (Piacenza-Cremona)
- Filologiczny i Filozoficzny (Mediolan i Brescia)
- Nauk Medycznych (Rzym i Campobasso)
- Psychologii (Mediolan i Brescia)
- Bankowości (Mediolan)
- Pedagogiczny (Mediolan, Brescia i Piacenza)
- Filologiczny i Literatury Obcej (Mediolan i Brescia)
- Matematyki, Fizyki i Biologii (Brescia)
- Nauk Politycznych (Mediolan)
- Nauk Społecznych (Mediolan i Brescia)

## Znani absolwenci i profesorowie

### Gospodarka i finanse
- Giovanni Bazoli − wykładowca, prezes Intesa Sanpaolo
- Angelo Caloia − absolwent i wykładowca, były dyrektor Banku Watykańskiego
- Giacomo Campora − absolwent, doradca finansowy Allianz Bank
- Pasquale Cannatelli − absolwent, w zarządzie Fininvest
- Gabriele Del Torchio − absolwent, w zarządzie Ducati Motor Holding
- Dino Piero Giarda − absolwent i wykładowca, dyrektor Banca Popolare Italiana
- Siro Lombardini − absolwent i wykładowca, dyrektor Banca Popolare di Novara
- Enrico Mattei − absolwent, założyciel i dyrektor Eni
- Roberto Poli − wykładowca, dyrektor Eni
- Edilio Rusconi − absolwent, założyciel i dyrektor Rusconi Editore
- Nicola Trussardi − absolwent, przedsiębiorca i projektantka mody

### Dziennikarstwo
- Vincenzo Mollica − absolwent, dziennikarz i pisarz
- Benedetta Parodi − absolwentka, prezenterka telewizyjna
- Cristina Parodi − absolwentka, dziennikarka telewizyjna
- Irene Pivetti − absolwentka, dziennikarka, przewodnicząca włoskiego parlamentu
- Alfonso Signorini − absolwent, dziennikarz telewizyjny
- Aldo Maria Valli − absolwent, dziennikarz watykanista
- Monica Maggioni − wykładowca, dziennikarka

### Kultura
- Roberto Busa SJ − wykładowca, językoznawca
- Valerio Massimo Manfredi − wykładowca, archeolog i pisarz
- Giuseppe Pontiggia(inne języki) − absolwent, pisarz
- Giovanni Reale − absolwent i wykładowca, filozof
- Giulio Salvadori − wykładowca, krytyk i poeta
- Vanni Scheiwiller − absolwent, wydawca
- David Maria Turoldo − absolwent, poeta
- Lodovico Barassi − wykładowca, prawnik

### Polityka
- Angelino Alfano − absolwent, minister sprawiedliwości
- Beniamino Andreatta − absolwent i wykładowca, minister skarbu i spraw zagranicznych
- Gerardo Bianco − absolwent i wykładowca, prezes Włoska Partia Ludowa
- Michela Vittoria Brambilla − absolwentka, minister ds. turystyki
- Ciriaco De Mita − absolwent i wykładowca, premier Włoch
- Amintore Fanfani − absolwent i wykładowca, premier Włoch
- Giuseppe Fioroni − absolwent i wykładowca, minister edukacji
- Giovanni Maria Flick − absolwent, minister sprawiedliwości
- Roberto Formigoni − absolwent, prezydent Lombardii
- Ombretta Fumagalli Carulli − absolwentka i wykładowca, minister zdrowia
- Maria Pia Garavaglia − absolwentka, minister zdrowia
- Leonilde Jotti − absolwentka, przewodnicząca parlamentu
- Gianfranco Miglio − wykładowca, senator
- Filippo Maria Pandolfi − absolwent, minister gospodarki
- Romano Prodi − absolwent, premier Włoch, przewodniczący Komisji Europejskiej
- Oscar Luigi Scalfaro − absolwent, prezydent Włoch
- Giovanni Spagnolli − absolwent, przewodniczący parlamentu
- Tiziano Treu − absolwent i wykładowca, pracy i ochrony socjalnej

### Inne
- Julián Carrón − wykładowca, lider Comunione e Liberazione
- Gherardo Colombo − absolwent, sędzia
- Raffaele Forni − absolwent, nuncjusz apostolski
- Luigi Giussani − wykładowca, założyciel Comunione e Liberazione
- Aldo Grasso − absolwent i wykładowca, krytyk telewizyjny
- Ignazio Marino − absolwent i wykładowca, chirurg, senator
- Attilio Nicora − absolwent, kardynał
- Luigi Pasinetti − absolwent i wykładowca, ekonomista, profesor Uniwersytetu w Cambridge
- Paolo Sardi − absolwent, kardynał
- Angelo Scola − absolwent, kardynał
- Roberto Vecchioni − absolwent, piosenkarz
- Luigi Maria Verzé − absolwent, założyciel i dyrektor szpitala San Raffaele, rektor Uniwersytetu Vita-Salute San Raffaele (wł. Università Vita-Salute San Raffaele)
- Zeno Saltini − absolwent, ksiądz, założyciel wspólnoty Nomadelfia